# Адміністративний устрій Шацького району
Адміністративний устрій Шацького району — адміністративно-територіальний поділ Шацького району Волинської області на 1 селищну громаду та 6 сільських рад, які об'єднують 31 населених пунктів та підпорядковані Шацькій районній раді. Адміністративний центр — смт. Шацьк.

## Список громадШацького району
- Шацька селищна громада

## Список радШацького району
| № | Назва                     | Центр       | Населені пункти                                        | Площа км² | Місце за площею | Населення (2001), чол. | Місце за населенням | Розташування |
| - | ------------------------- | ----------- | ------------------------------------------------------ | --------- | --------------- | ---------------------- | ------------------- | ------------ |
| 1 | Грабівська сільська рада  | с. Грабове  | с. Грабове с. Адамчуки с. Голядин с. Смоляри-Світязькі |           |                 |                        |                     |              |
| 2 | Піщанська сільська рада   | с. Піща     | с. Піща с. Затишшя с. Кам'янка с. Острів'я             |           |                 |                        |                     |              |
| 3 | Пулемецька сільська рада  | c. Пулемець | c. Пулемець                                            |           |                 |                        |                     |              |
| 4 | Пульмівська сільська рада | c. Пульмо   | c. Пульмо с. Вільшанка с. Залісся с. Кошари            |           |                 |                        |                     |              |
| 5 | Ростанська сільська рада  | c. Ростань  | c. Ростань с. Красний Бір с. Перешпа с. Хрипськ        |           |                 |                        |                     |              |
| 6 | Світязька сільська рада   | c. Світязь  | c. Світязь с. Омельне с. Підманове                     |           |                 |                        |                     |              |